# Bourré
Bourré – miejscowość i dawna gmina we Francji, w Regionie Centralnym, w departamencie Loir-et-Cher. W 2013 roku jej populacja wynosiła 688 mieszkańców. 
W dniu 1 stycznia 2016 roku z połączenia dwóch ówczesnych gmin – Bourré oraz Montrichard – utworzono nową gminę Montrichard Val de Cher. Siedzibą gminy została miejscowość Montrichard. 
W pobliżu miejscowości znajdują się podziemne kamieniołomy zaadaptowane jako magazyny wina lub hodowli jedwabników.